# Подольський міський округ
Подо́льський міський округ (рос. Подольский городской округ) — муніципальне утворення на північному сході Московської області Росії.
Адміністративний центр — місто Подольськ.

## Населення
Населення округу становить 328701 особа (2019; 280782 у 2010, 271712 у 2002).

## Історія

### Радянський період
Подольський район утворено 12 липня 1929 року і до його складу увійшли місто Подольськ, смт Александровка, Домодідово, Климовський, Константиновський, сільради колишньої Московської губернії:
- з Бронницького повіту
  - з Жирошкинської волості — Лямцинська
  - з Лобановської волості — Буняковська
  - з Рождественської волості — Ловцовська
- з Подольського повіту
  - з Добрятинської волості — Бережковська, Климовська, Константиновська, Крюковська, Нікітська, Покровська, Пузиковська, Синковська, Сировська, Услонська
  - з Домодідовської волості — Домодідовська, Жереб'ятьєвська, Зобор'євська, Павловська, С'яновська, Шестовська, Ямська
  - з Дбуровицької волості — Єрінська, Кутузовська, Кутьїнська, Лемешовська, Мостовська, Ознобішинська, Рязановська, Сальковська, Сергієвська, Троїцька
  - з Кленовської волості — Жоховська, Кленовська, Лукошкинська, Мавринська, Нікулінська, Сатинська
  - з Молодинської волості — Матвієвська, Молодинська, Підчищалковська, Слащовська
  - з Сухановської волості — Велико-Брянцевська, Захар'їнська, Мало-Брянцевська
  - з Шебанцевської волості — Валіщевська, Долматовська, Мещерська, Судаковська

20 травня 1930 року зі складу Ленінського району передано Биковську, Макаровську та Яковлевську сільради, зі складу Лопасненського району передано смт Львівський, пізніше Макаровську сільраду ліквідовано. 13 березня 1934 року ліквідовано Климовську сільраду, 28 листопада ліквідовано Ознобішинську сільраду. 11 червня 1936 року ліквідовано Кутузовську сільраду, 28 серпня Велико-Брянцевську та Мало-Брянцевську сільради об'єднано в Брянцевську, Услонську та Покровську сільради об'єднано в Стрілковську. 13 грудня 1938 року утворено смт Щербинка. 17 липня 1939 року ліквідовано Бережковську, Буняковську, Домодідовську, Нікулінську, Пузиковську, Сальковську та Слащовську сільради, 14 вересня місто Подольськ отримало статус обласного та виведене зі складу району, 21 серпня смт Климовський отримало статус міста Климовськ.
9 травня 1940 року утворено смт Востряково, 20 червня смт Александровка втратило міський статус та стало селищем. 20 вересня 1946 року смт Домодідово отримало статус міста.
14 червня 1954 року ліквідовано Валіщевську, Долматовську, Єрінську, Жереб'ятьєвську, Жоховську, Забор'євську, Захар'їнську, Крюковську, Лемешовську, Ловцовську, Лукошинську, Лямцинську, Мавринську, Матвієвську, Мостовську, Нікітську, Павловську, Сатинську, Стрілковську, С'яновську, Шестовську та Яковслевську сільради, утворено Количевську та Буняковську сільради, Сергієвську сільраду перейменована в Сертякінську, Підчищалковську сільраду перейменовано в Львівську. 5 липня 1956 року смт Константиновський приєднано до міста Домодідово. 7 грудня 1957 року зі складі ліквідованого Калінінського району передано Бабенську, Васюнинську, Вороновську, Михайловську та Песьєвську сільради. 1 лютого 1958 року зі складу Ленінського району передано Краснопехорську сільраду, 7 серпня утворено смт Сировський, при цьому ліквідовано Сировську сільраду, 27 серпня ліквідовано Песьєвську сільраду. 17 березня 1959 року ліквідовано Бабенську сільраду, 3 червня зі складу ліквідованого Міхневського району передано Барибінську, Білостолбовську, Вельяміновську, Ляховську, Растуновську, Татариновську та Шоховську сільради, зі складу ліквідованого Чеховського району передано Антроповську, Дітковську, Кручинську, Любучанську та Угрюмовську сільради, 15 червня Львівська сільрада перейменована в Лаговську, пізніше ліквідовано Сертякінську сільраду, Биковську сільраду перейменовано в Стрілковську, 2 липня Татариновську сільраду передано до складу Ступинського району, 29 серпня смт Сировський приєднано до міста Подольськ.
1 липня 1960 року зі складу Люберецького району передано Шубинську сільраду, 20 серпня ліквідовано Барибінську, Буняковську, Васюнинську, Дітковську та Шубинську сільради, пізніше утворено смт Барибіно, Судаковську сільраду перейменовано в Одинцовську, Ляховську сільраду перейменовано в Лобановську, Шаховську сільраду перейменовано в Краснопутську, Кручинську сільраду перейменовано в Роговську, зі складу Ленінського району передано смт Троїцький та Десьонську сільради. 13 лютого 1961 року утворено смт Білі Столби, при цьому ліквідовано Білостолбовську сільраду. 1 лютого 1963 року Подольський район ліквідовано, територія увійшла до складу Ленінського сільського району. 13 січня 1965 року Подольський район відновлено у складі міст Домодідово, Климовськ, смт Барибіно, Білі Столби, Востряково, Львівський, Троїцький, Щербинка, сільрад Брянцевської, Вельяміновської, Вороновської, Кленовської, Количевської, Константиноввської, Краснопахорської, Краснопутської, Кутьїнської, Лаговської, Лобановської, Михайлово-Ярцевської, Одинцовської, Растуновської, Рязановської, Синковської, Стрілковської, Троїцької, Угрюмовської, Ямської, 21 травня зі складі Чеховського району передано Роговську сільраду. 13 травня 1969 року утворено новий Домодідовський район, до складу якого передано місто Домодідово, смт Барибіно, Білі Столби, Востряково, сільради Вельяміновську, Количевську, Константиновську, Краснопутьську, Лобановську, Одинцовську, Растуновську, Угрюмовську, Ямську.
27 січня 1975 року смт Щербинка отримало статус міста. 21 червня 1976 року Кутьїнська сільрада перейменована в Дубровицьку. 23 березня 1977 року смт Троїцький отримало статус міста обласного підпорядкування Троїцьк та виведене зі складу району, 28 січня місто Климовськ отримало статус обласного та виведене зі складу району. 30 травня 1978 року Троїцька сільрада перейменована в Щаповську.
10 травня 1988 року в Московське підпорядкування передано територію площею 3,9 км² — частину міста Щербинка, присілки Захар'їно, Щербинка, частину присілка Захар'їнські Дворики.

### Сучасний період
30 березня 1992 року місто Щербинка отримало статус обласного та виведено зі складу району. 1994 року міські та селищна ради перетворено в міські та селищну адміністрації, сільради перетворено в сільські округи.
2002 року утворено присілок Бор'єво. 2005 року селище Дома Отдиха «Лісні Поляни» перейменовано в Лісні Поляни, утворено селище Молодіжний. 2006 року Подольську та Климовську міські адміністрації перетворено в Подольський міський округ та Климовський міський округ, у складі Подольського району Львівська селищна адміністрація перетворена в Львівське міське поселення, Брянцевський, Вороновський, Дубровицький, Кленовський, Краснопахорський, Лаговський, Михайлово-Ярцевський, Роговський, Рязановський, Стрілковський та Щаповський сільські округи перетворено у відповідні сільські поселення, ліквідований Синковський сільський округ приєднано до складу Лаговського сільського поселення, утворено присілок Новоколедіно, селище МІС 2 Участка приєднано до присілка Слащово, селище Центральної Усадьби совхоза «Подольський» приєднано до селище Желєзнодорожний. 2008 року селище Ліспромхоза перейменовано в Сосновий Бор.
1 липня 2012 року 7 з 11 сільських поселень передано до складу Москви — Рязановське, Щаповське, Краснопахорське, Михайлово-Ярцевське, Вороновське, Кленовське та Роговське. 2 червня 2015 року ліквідовані Климовський міський округ та Подольський район (Львівське міське та Дубровицьке, Лаговське, Стрілковське сільські поселення) приєднано до складу Подольського міського округу, 3 липня смт Львівський приєднано до міста Подольськ, 13 липня місто Климовськ приєднано до міста Подольськ.

## Склад
| Населений пункт                                   | Населення, осіб (2002) | Населення, осіб (2010) |
| ------------------------------------------------- | ---------------------- | ---------------------- |
| Агафоново, присілок                               | 12                     | 20                     |
| Акішово, присілок                                 | 9                      | 28                     |
| Александровка, присілок                           | 31                     | 70                     |
| Александровка, селище                             | 617                    | 1218                   |
| Алтухово, присілок                                | 14                     | 44                     |
| Бережки, присілок                                 | 103                    | 252                    |
| Биковка, присілок                                 | 100                    | 80                     |
| Биково, селище                                    | 1630                   | 1567                   |
| Боборикіно, присілок                              | 5                      | 31                     |
| Борисовка, присілок                               | 10                     | 27                     |
| Бородіно, присілок                                | 33                     | 88                     |
| Бор'єво, присілок                                 | -                      | 166                    |
| Булатово, присілок                                | 17                     | 31                     |
| Бяконтово, присілок                               | 18                     | 18                     |
| Валіщево, присілок                                | 80                     | 99                     |
| Велике Брянцево, присілок                         | 0                      | 27                     |
| Велике Толбіно, присілок                          | 2473                   | 67                     |
| Ворипаєво, присілок                               | 11                     | 64                     |
| Гривно, присілок                                  | 23                     | 42                     |
| Дмитрово, присілок                                | 43                     | 61                     |
| Докукіно, присілок                                | 60                     | 100                    |
| Дубровиці, селище                                 | 2690                   | 3362                   |
| Жарково, присілок                                 | 26                     | 25                     |
| Жданово, присілок                                 | 47                     | 59                     |
| Желєзнодорожний, селище                           | 89                     | 1378                   |
| Івлево, присілок                                  | 49                     | 130                    |
| Климовськ, місто                                  | 55644                  | 56186                  |
| Коледіно, присілок                                | 29                     | 65                     |
| Кузнечики, селище                                 | 2484                   | 3298                   |
| Кутьїно, присілок                                 | 23                     | 20                     |
| Лаговське, присілок                               | 143                    | 138                    |
| Лемешово, присілок                                | 179                    | 198                    |
| Лісні Поляни, селище                              | 394                    | 214                    |
| Ліспроєкт, селище                                 | 287                    | 263                    |
| Лопаткино, присілок                               | 12                     | 6                      |
| Луковня, присілок                                 | 10                     | 9                      |
| Лучинське, присілок                               | 23                     | 33                     |
| Львівський, селище міського типу                  | 11906                  | 10855                  |
| Макарово, присілок                                | 64                     | 108                    |
| Мале Брянцево, присілок                           | 53                     | 146                    |
| Мале Толбіно, присілок                            | 41                     | 53                     |
| Матвієвське, присілок                             | 204                    | 190                    |
| Меньшово, присілок                                | 16                     | 39                     |
| МІС 2 Участка, селище                             | 47                     | -                      |
| Молодіжний, селище                                | -                      | 2431                   |
| Мотовилово, присілок                              | 7                      | 5                      |
| Наумово, присілок                                 | 15                     | 10                     |
| Нікуліно, присілок                                | 150                    | 140                    |
| Новогородово, присілок                            | 15                     | 18                     |
| Новоколедіно, присілок                            | -                      | 6                      |
| Новоселки, присілок                               | 22                     | 43                     |
| Ординці, присілок                                 | 10                     | 20                     |
| Плещеєво, присілок                                | 40                     | 59                     |
| Подольськ, місто                                  | 180963                 | 187961                 |
| Подольської машинно-іспитательної станції, селище | 1704                   | 1930                   |
| Покров, село                                      | 121                    | 245                    |
| Поливаново, селище                                | 391                    | 509                    |
| Потапово, присілок                                | 16                     | 143                    |
| Пузиково, присілок                                | 3                      | 10                     |
| Радіоцентра «Романцево», селище                   | 794                    | 580                    |
| Романцево, присілок                               | 32                     | 154                    |
| Санаторія «Родина», селище                        | 206                    | 158                    |
| Сергієвка, присілок                               | 242                    | 300                    |
| Сертякіно, присілок                               | 118                    | 112                    |
| Сертякіно, селище                                 | 69                     | 75                     |
| Сєверово, присілок                                | 155                    | 299                    |
| Синково, присілок                                 | 792                    | 849                    |
| Сільхозтехніка, селище                            | 291                    | 435                    |
| Слащово, присілок                                 | 23                     | 107                    |
| Сосновий Бор, селище                              | 92                     | 71                     |
| Спірово, присілок                                 | 2                      | 52                     |
| Стрілково, присілок                               | 85                     | 156                    |
| Стрілковської фабрики, селище                     | 97                     | 69                     |
| Услонь, присілок                                  | 22                     | 14                     |
| Федюково, присілок                                | 2145                   | 2785                   |
| Харитоново, присілок                              | 4                      | 2                      |
| Холопово, присілок                                | 8                      | 7                      |
| Хряслово, присілок                                | 2                      | 18                     |
| Центральної Усадьби совхоза «Подольський», селище | 2998                   | -                      |
| Яковлево, присілок                                | 59                     | 134                    |